# Saint-Martin-de-la-Brasque
Pour les articles homonymes, voir Saint-Martin.
Saint-Martin-de-la-Brasque est une commune française située dans le département de Vaucluse, en région Provence-Alpes-Côte d'Azur.
Ses habitants sont les Saint-Martinois.

## Géographie
Au cœur de la Provence, dans le Luberon, Saint-Martin-de-la-Brasque est située en pays d'Aigues.
| La Motte-d'Aigues |                            | Peypin-d'Aigues |
| La Motte-d'Aigues | Saint-Martin-de-la-Brasque | Grambois        |
| La Motte-d'Aigues | La Tour-d'Aigues           |                 |

### Voies de communication et transports

#### Voies routières
La D 27 relie La Motte-d'Aigues à Grambois et traverse la commune d'est en ouest. Elle longe le versant sud du Luberon.
La D 91 relie La Tour-d'Aigues à Saint-Martin-de-la-Brasque en passant près des Furets.
La D 165 relie La Tour-d'Aigues à la D 27 en contournant Saint-Martin-de-la-Brasque par l'ouest. Elle passe par Sainte-Catherine.

#### Services autocars

##### Lignes départementales
Le village est desservi par une ligne départementale :
| Ligne | Tracé                                                                       |
| ----- | --------------------------------------------------------------------------- |
| 17.1  | Cabrières-d'Aigues ↔ Saint-Martin-de-la-Brasque ↔ Pertuis ↔ Aix-en-Provence |

### Géologie
Le massif du Luberon compose l'autre partie de la commune. Cette chaîne a commencé à se former au Crétacé inférieur, c'est-à-dire entre -135 et -95 millions d'années, pour finir de se plisser à partir de -15 millions d'années d'abord dans un axe nord-sud, puis de N.NE-S.SO. entre -7 et -3 millions d'années. Ces compressions successives ont trouvé leurs termes au Pliocène.

### Sismicité
Les cantons de Bonnieux, Apt, Cadenet, Cavaillon, et Pertuis sont classés en zone Ib (risque faible). Les autres cantons du département de Vaucluse sont classés en zone Ia (risque très faible). Ce zonage correspond à une sismicité ne se traduisant qu'exceptionnellement par la destruction de bâtiments.

### Climat
Pour des articles plus généraux, voir Climat de Provence-Alpes-Côte d'Azur et Climat de Vaucluse.
En 2010, le climat de la commune est de type climat méditerranéen franc, selon une étude du Centre national de la recherche scientifique s'appuyant sur une série de données couvrant la période 1971-2000. En 2020, Météo-France publie une typologie des climats de la France métropolitaine dans laquelle la commune est exposée à un climat méditerranéen et est dans la région climatique  Provence, Languedoc-Roussillon, caractérisée par une pluviométrie faible en été, un très bon ensoleillement (2 600 h/an), un été chaud (21,5 °C), un air très sec en été, sec en toutes saisons, des vents forts (fréquence de 40 à 50 % de vents > 5 m/s) et peu de brouillards. 
Pour la période 1971-2000, la température annuelle moyenne est de 12,6 °C, avec une amplitude thermique annuelle de 16,9 °C. Le cumul annuel moyen de précipitations est de 724 mm, avec 5,9 jours de précipitations en janvier et 2,8 jours en juillet. Pour la période 1991-2020, la température moyenne annuelle observée sur la station météorologique de Météo-France la plus proche, « Sannes », sur la commune de Sannes à 4 km à vol d'oiseau, est de 13,5 °C et le cumul annuel moyen de précipitations est de 692,8 mm. 
La température maximale relevée sur cette station est de 42,3 °C, atteinte le 28 juin 2019 ; la température minimale est de −14,5 °C, atteinte le 30 décembre 1996,,. 
Les paramètres climatiques de la commune ont été estimés pour le milieu du siècle (2041-2070) selon différents scénarios d'émission de gaz à effet de serre à partir des nouvelles projections climatiques de référence DRIAS-2020. Ils sont consultables sur un site dédié publié par Météo-France en novembre 2022.

### Occupation des sols
La répartition des sols de la commune est la suivante (donnée pour un total de) :
| Type d'occupation | Pourcentage | Superficie (en hectares) |
| ----------------- | ----------- | ------------------------ |
| Zones urbaines    | 4,97 %      | 27,38                    |
| Zones agricoles   | 70,19 %     | 386,63                   |
| Zones naturelles  | 24,89 %     | 137,10                   |
| Total             | 100 %       | 550,85                   |

Les zones naturelles sont principalement formées par les forêts méditerranéennes couvrant le petit Luberon. Les zones agricoles sont formées de vergers de fruitiers (oliviers, amandiers, etc), des champs de lavandin et des vignes (AOC Côtes du Luberon).

## Urbanisme

### Typologie
Au 1er janvier 2024, Saint-Martin-de-la-Brasque est catégorisée commune rurale à habitat dispersé, selon la nouvelle grille communale de densité à sept niveaux définie par l'Insee en 2022.
Elle appartient à l'unité urbaine de La Motte-d'Aigues, une agglomération intra-départementale regroupant deux  communes, dont elle est une commune de la banlieue,,. Par ailleurs la commune fait partie de l'aire d'attraction de Marseille - Aix-en-Provence, dont elle est une commune de la couronne,. Cette aire, qui regroupe 115 communes, est catégorisée dans les aires de 700 000 habitants ou plus (hors Paris),.

### Occupation des sols
L'occupation des sols de la commune, telle qu'elle ressort de la base de données européenne d’occupation biophysique des sols Corine Land Cover (CLC), est marquée par l'importance des territoires agricoles (86,3 % en 2018), une proportion identique à celle de 1990 (86,3 %). La répartition détaillée en 2018 est la suivante : 
zones agricoles hétérogènes (47,5 %), cultures permanentes (38,8 %), forêts (13,7 %). L'évolution de l’occupation des sols de la commune et de ses infrastructures peut être observée sur les différentes représentations cartographiques du territoire : la carte de Cassini (XVIIIe siècle), la carte d'état-major (1820-1866) et les cartes ou photos aériennes de l'IGN pour la période actuelle (1950 à aujourd'hui).

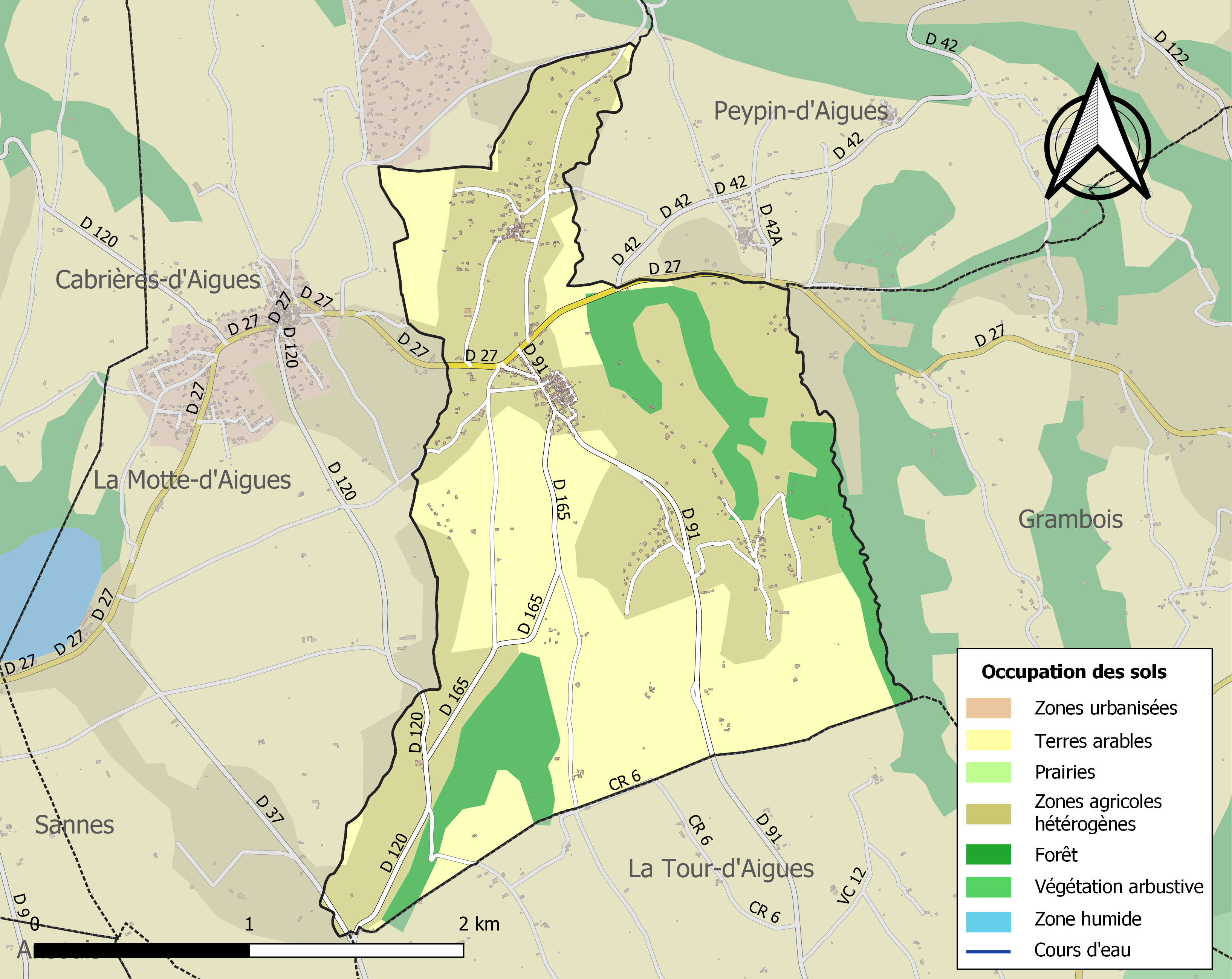
Carte des infrastructures et de l'occupation des sols de la commune en 2018 (CLC).

## Toponymie
La première église paroissiale, citée dès la fin du XIe siècle, dédiée à Saint Martin de Tours, a donné son nom au village repeuplé en 1506. L'agglomération primitive située au sommet et sur la pente sud d'une petite colline, est désertée à la fin du XVe siècle. Le nouveau village est reconstruit à 700 m. à l'ouest de ce site.
« Brasque » vient du provençal Brasc qui désigne « la boue, le marais, le ravin, la source », du Gaulois *bracu ( plus exactement *brakus, brakōs) qui a d’abord désigné un « fond de vallée humide » puis un « marais ». 
La brasque est un mélange de charbon et d'argile utilisé pour enduire l'intérieur des bas-fourneaux (elle participe aussi à la fabrication des katanas). Additionné de sable fin, le mélange a des vertus réfractaires.

## Histoire

### Préhistoire et Antiquité
Aux temps préhistoriques, l’Ourgouze qui prend sa source sur la commune devait constituer un vaste marécage. Ce qui expliquerait le peu de traces archéologiques retrouvées pour le néolithique (quelques pics et une hache en pierre polie) et pour l’âge du bronze (une hache au quartier des Baïsses). La dizaine de tombes, datées des Ve et VIe siècles, laissent supposer qu’une villa du Bas-Empire a occupé ce site.

### Moyen Âge
En 1168, il est fait pour la première fois mention du castrum S. Martini de Brasca, Brasco en provençal nomme un marais ou un marécage. Le « castrum » est construit au lieu-dit le Castellas où se situe le premier village médiéval.
Dix ans plus tard, en 1178, le comte Bertrand II de Forcalquier, qui part en croisade, inféode la seigneurie à sa fille Alix, épouse de Giraud Amic de Sabran, tandis que sa sœur Gersande, héritière du comté, est mariée à Rainon de Sabran. L’église primitive est dédiée à Saint Martin, l’évêque de Tours et patron des Templiers. Il semble assuré que ceux-ci soient venus s’installer à la Limaye et à la Cavalerie, dans la seconde moitié du XIIe siècle, pour assécher le marais.
Le fief de Saint-Martin-de-la-Brasque relevait du comté de Forcalquier au XIIe siècle. Lorsque ce comté perd son indépendance en 1209 à la mort de Guillaume II, un de ses neveux, Guillaume de Sabran, tente de le relever. Après une lutte de dix ans, il passe un accord à Meyrargues le 29 juin 1220 avec Raimond-Bérenger IV, comte de Provence et lui aussi héritier du comté de Forcalquier. Par cet accord, la moitié sud du comté, dont Saint-Martin-de-la-Brasque, lui est donnée. Guillaume de Sabran conserve sa moitié de comté jusqu'à sa mort, vers 1250.
En 1253, Laugier de Forcalquier est seigneur de Saint-Martin-de-la-Brasque.

### Temps modernes
Le fief qui reste aux Forcalquier jusqu’au XVe siècle est vide d’habitants quand Delphine de Forcalquier l’inféode en partie à Étienne Bruni, syndic de Carpentras. Ce qui explique qu’en 1506, Antoine René de Bolliers, agissant au nom de François, son fils mineur, passe un acte d’occupation avec des familles venues de sa baronnie du Cental, dans le Piémont. Ce sont des vaudois. Comme ils pratiquent leur culte dans la nature (bois, grotte, etc.), l’église Saint-Martin délaissée tombe en ruine.
Saint-Martin n'est pas seul : dans une quarantaine de localités, de part et d'autre du Luberon s'installent au moins 1400 familles de vaudois des Alpes, soit environ 6 000 personnes, venues des diocèses alpins de Turin et d'Embrun entre 1460 et 1560, selon l'historien Gabriel Audisio. Les deux-tiers de ces futurs Vaudois du Luberon sont arrivés entre 1490 et 1520 et la plupart subissent le massacre de Mérindol, qui détruit 24 villages et cause 3 000 morts.
Le village n’échappe pas à la tuerie sanglante organisée par Jean Maynier et son bras droit Paulin en 1545 : le village est pillé, incendié et rasé. Les seuls vestiges encore visibles sont ceux du donjon carré et les traces des fossés qui protégeaient les fortifications.
Le nouveau village fut rebâti au XVIIe siècle à moins d’un kilomètre du premier. En 1626, une nouvelle église Saint Martin y est construite avec des matériaux provenant de la première église romane.
En 1689, le village est l'un des principaux contributeurs à l'émigration des huguenots vers l'Afrique du Sud : 11 des 37 émigrés de Provence vers ce pays viennent de Saint-Martin-de-la-Brasque. À eux seuls, ils représentent 8 % des huguenots d'Afrique du Sud, qui eux-mêmes représentent aujourd'hui environ 20 % des noms de famille dans la population blanche d'Afrique du Sud aujourd'hui.

### Révolution française
Pour suivre le décret de la Convention du 25 vendémiaire an II invitant les communes ayant des noms pouvant rappeler les souvenirs de la royauté, de la féodalité ou des superstitions, à les remplacer par d'autres dénominations, la commune change de nom pour Mont-Libre en 1794.

## Politique et administration

### Tendances électorales
(fr) Résultats des élections 2008 à Saint-Martin

### Liste des maires
| Période                                  | Période        | Identité                                                           | Étiquette | Qualité |
| ---------------------------------------- | -------------- | ------------------------------------------------------------------ | --------- | ------- |
| Mars 1848                                | Novembre 1848  | Antoine Sédallian                                                  |           |         |
| Novembre 1848                            | Septembre 1870 | François Jérôme Sédallian                                          |           |         |
| Septembre 1870                           | Février 1871   | Jean Bienvenu Ravel                                                |           |         |
| Février 1871                             | Juin 1876      | Henri Sédallian                                                    |           |         |
| Juin 1876                                | Octobre 1876   | Marius André Gros                                                  |           |         |
| Octobre 1876                             | Octobre 1877   | Jean Bienvenu Ravel                                                |           |         |
| Octobre 1877                             | Décembre 1877  | Augustin Jean-Baptise Lebon                                        |           |         |
| Décembre 1877                            | Janvier 1881   | Jean Bienvenu Ravel                                                |           |         |
| Janvier 1881                             | Mai 1888       | Jean Hugues                                                        |           |         |
| Mai 1888                                 | Novembre 1890  | Alphonse Ravel                                                     |           |         |
| Décembre 1890                            | Janvier 1891   | Commission spéciale : Louis Meynier, Antoine Meynard, Lally Chapus |           |         |
| Janvier 1891                             | Juin 1928      | Lally Nevière                                                      |           |         |
| Novembre 1928                            | Mai 1929       | Gaston Rimbert                                                     |           |         |
| Mai 1929                                 | Août 1944      | Paul Bernard                                                       |           |         |
| Septembre 1944                           | Mai 1945       | Augustin Goujon                                                    |           |         |
| Mai 1945                                 | Mars 1977      | Gaston Rimbert                                                     |           |         |
| Mars 1977                                | Mars 2008      | Robert Imbert                                                      |           |         |
| Mars 2008                                | En cours       | Joëlle Richaud                                                     | LR        |         |
| Les données manquantes sont à compléter. |                |                                                                    |           |         |

### Instances administratives et juridiques
Saint-Martin-de-la-Brasque est une des quatorze communes du canton de Pertuis qui totalise 32 492 habitants en 2006. Le canton fait partie de l'arrondissement d'Apt depuis 1801 (sauf de 1926 à 1933 où ce fut Cavaillon) et de la cinquième circonscription de Vaucluse depuis 2010 (avant l'ordonnance no 2009-935 du 29 juillet 2009 elle appartenait à la deuxième circonscription de Vaucluse). Saint-Martin-de-la-Brasque fait partie du canton de Pertuis depuis 1801 après avoir fait partie du canton de La Tour-d'Aigues de 1793 à 1801.
Saint-Martin-de-la-Brasque fait partie de la juridiction d’instance d’Apt, mais du greffe détaché Pertuis, et de grande instance, de prud'hommale, de commerce et d'affaires de Sécurité sociale d’Avignon.

### Environnement
Collecte et traitement des déchets des ménages et déchets assimilés et protection et mise en valeur de l'environnement dans le cadre de la Communauté de communes Luberon-Durance.
La commune, de par la communauté de communes, fait partie du Syndicat mixte intercommunautaire pour l'étude, la construction et l'exploitation d'unités de traitement des ordures ménagères de la région de Cavaillon (Sieceutom).
La commune fait partie du Syndicat intercommunal à vocations multiples (SIVOM) Durance-Luberon qui est un Établissement public de coopération intercommunale (EPCI) qui regroupe 21 communes des 23 communes (Lourmarin et Vaugines n'en font pas partie) des deux cantons de Pertuis et de Cadenet a pour compétence la distribution de l'eau et l'assainissement. Il a été créé en 1989 par transformation du syndicat intercommunal créé en 1946 mais qui n'avait comme compétence que la distribution de l'eau. Il comprend 42 membres (deux par commune). Son président est Maurice Lovisolo (vice-président du conseil général de Vaucluse). Le prix de l'assainissement est variable dans chaque commune (à cause de la surtaxe communale) alors que celui de l'eau est identique.

### Fiscalité
| Taxe                                                | Part communale | Part intercommunale | Part départementale | Part régionale |
| --------------------------------------------------- | -------------- | ------------------- | ------------------- | -------------- |
| Taxe d'habitation (TH)                              | 9,48 %         | 0,19 %              | 7,55 %              | 0,00 %         |
| Taxe foncière sur les propriétés bâties (TFPB)      | 18,73 %        | 0,25 %              | 10,20 %             | 2,36 %         |
| Taxe foncière sur les propriétés non bâties (TFPNB) | 33,94 %        | 0,25 %              | 28,96 %             | 8,85 %         |
| Taxe professionnelle (TP)                           | 00,00 %        | 20,36 %             | 13,00 %             | 3,84 %         |

La Part régionale de la taxe d'habitation n'est pas applicable.
La taxe professionnelle est remplacée en 2010 par la cotisation foncière des entreprises (CFE) portant sur la valeur locative des biens immobiliers et par la contribution sur la valeur ajoutée des entreprises (CVAE) (les deux formant la contribution économique territoriale (CET) qui est un impôt local instauré par la loi de finances pour 2010).

## Population et société

### Démographie
Le recensement de 1826, qui ne serait qu'une réactualisation de celui de 1821, n'a pas été retenu.

Le recensement de 1871 a été, pour cause de guerre, repoussé à l'année 1872.

Le recensement de 1941, réalisé selon des instructions différentes, ne peut être qualifié de recensement général, et n'a donné lieu à aucune publication officielle.

Les résultats provisoires du recensement par sondage annuel réalisé en 2004, 2005 et 2006 selon les communes sont tous, par convention, affichés à 2006.
L'évolution du nombre d'habitants est connue à travers les recensements de la population effectués dans la commune depuis 1793. Pour les communes de moins de 10 000 habitants, une enquête de recensement portant sur toute la population est réalisée tous les cinq ans, les populations de référence des années intermédiaires étant quant à elles estimées par interpolation ou extrapolation. Pour la commune, le premier recensement exhaustif entrant dans le cadre du nouveau dispositif a été réalisé en 2008.

En 2022, la commune comptait 811 habitants, en évolution de −4,36 % par rapport à 2016 (Vaucluse : +1,73 %, France hors Mayotte : +2,11 %).
| 1793 | 1800 | 1806 | 1821 | 1831 | 1836 | 1841 | 1846 | 1851 |
| ---- | ---- | ---- | ---- | ---- | ---- | ---- | ---- | ---- |
| 319  | 242  | 356  | 400  | 393  | 407  | 395  | 376  | 391  |

| 1856 | 1861 | 1866 | 1872 | 1876 | 1881 | 1886 | 1891 | 1896 |
| ---- | ---- | ---- | ---- | ---- | ---- | ---- | ---- | ---- |
| 411  | 432  | 411  | 420  | 401  | 383  | 355  | 334  | 324  |

| 1901 | 1906 | 1911 | 1921 | 1926 | 1931 | 1936 | 1946 | 1954 |
| ---- | ---- | ---- | ---- | ---- | ---- | ---- | ---- | ---- |
| 408  | 418  | 422  | 413  | 402  | 409  | 409  | 255  | 266  |

| 1962 | 1968 | 1975 | 1982 | 1990 | 1999 | 2006 | 2008 | 2013 |
| ---- | ---- | ---- | ---- | ---- | ---- | ---- | ---- | ---- |
| 256  | 247  | 255  | 377  | 517  | 656  | 718  | 736  | 859  |

| 2018 | 2022 | - | - | - | - | - | - | - |
| ---- | ---- | - | - | - | - | - | - | - |
| 832  | 811  | - | - | - | - | - | - | - |

### Enseignement

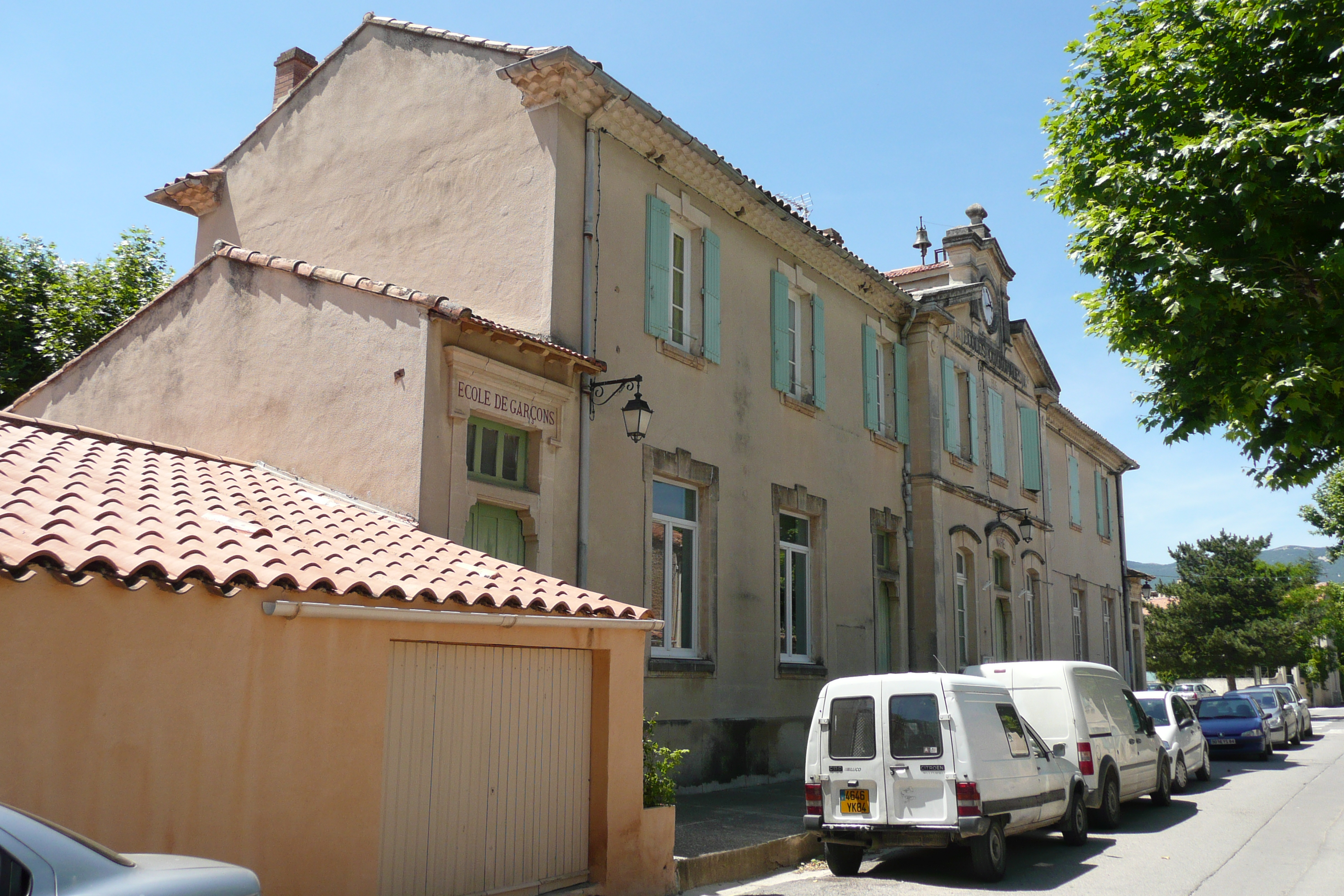

Saint-Martin-de-la-Brasque possède une école maternelle et élémentaire (école primaire La Burlière). Celle-ci accueille 67 élèves.
Saint-Martin-de-la-Brasque et Peypin-d'Aigues font partie d'un regroupement pédagogique intercommunal (RPI), les élèves allant en maternelle à Saint Martin et dans une école primaire publique à Peypin. Ensuite, les élèves sont affectés au Collège Albert Camus à La Tour-d'Aigues,, puis le Lycée Val de Durance à Pertuis (enseignement général) ou Lycée Alexandre Dumas à Cavaillon soit Lycée Alphonse Benoit à L'Isle-sur-la-Sorgue (enseignements techniques).

### Santé
Pertuis, la ville du secteur, possède des services ambulanciers, hospitaliers, etc.

## Économie

### Agriculture

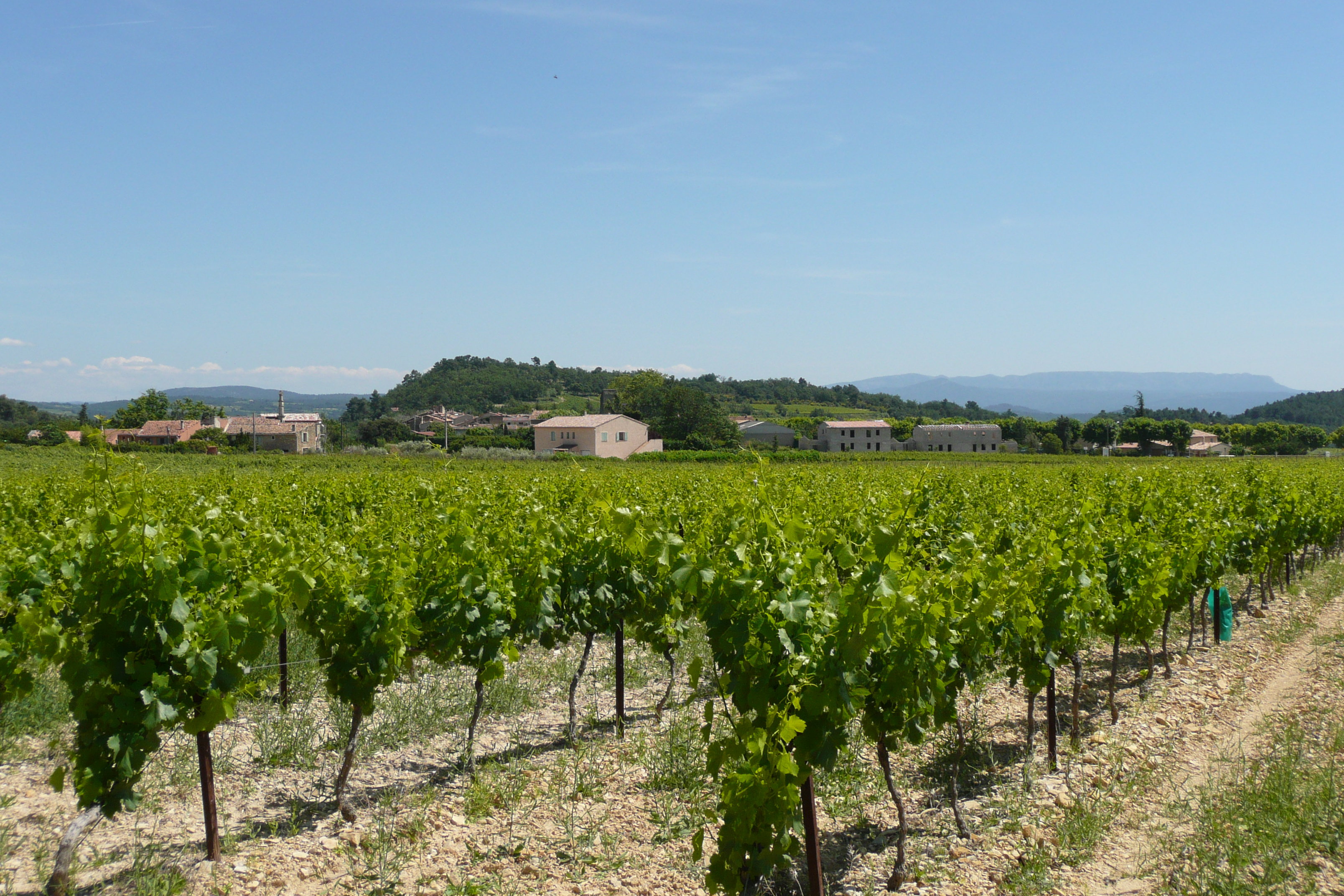
Vignoble de Saint-Martin-de-la-Brasque.

La commune produit des vins AOC Côtes-du-luberon. Les vins qui ne sont pas en appellation d'origine contrôlée peuvent revendiquer, après agrément, le label Vin de pays d'Aigues.

### Tourisme
Comme l'ensemble des communes du Luberon, le tourisme joue un rôle, directement ou indirectement, dans l'économie locale.
On peut considérer trois principales sortes de tourisme en Luberon. Tout d'abord, un tourisme historique et culturel qui s'appuie sur le riche patrimoine des villages perchés ou sur des festivals. Ensuite, un tourisme récréatif qui se traduit par un important développement des chambres d'hôtes, de l'hôtellerie et de la location saisonnière, par une concentration importante de piscines et par des animations comme des marchés provençaux. Enfin, un tourisme vert qui profite des nombreux chemins de randonnées et du cadre protégé qu'offrent le Luberon et ses environs.

### Commerces
- Commerces du village : épicerie et point-poste, dépôt de pain, bar-tabac, restaurant, salon de coiffure, institut de beauté.
- Marché paysan, chaque dimanche matin, de mai à novembre.
- Fête patronale, première semaine d'août : fête foraine, orchestre, concours de pétanque, grand repas.

## Culture et patrimoine

### Lieux et monuments
- La croix qui marque l’entrée du village en provenance de la motte d’Aigues et dont l’histoire est désormais oubliée.
- La mémoire de Saint Martin remonte fort loin : cinq cents ans d’histoire vaudoise sont rappelés sur la plaque apposée au village.
- Le cadran solaire au croisement de la rue des Treilles et de la rue du Cadran.
- Église Saint-Martin-et-Saint-Blaise.
- Vestiges d'un château fort au lieu-dit le Castella. La forteresse était assise sur une motte protégée à l'ouest par un double fossé et un rempart façonnés dans le rocher. Le château est composé : d'une petite tour rectangulaire et un corps de bâtiments enveloppés dans une enceinte quadrangulaire, une citerne souterraine dans la cour, et un silo ovoïde dans le corps du bâtiment. On y accédait par un escalier souterrain reliant le fond du fossé intérieur à la cour. En 1092, l'église du castrum est citée dans l'énumération des prieurés formant la mense canoniale du chapitre Saint-Sauveur d'Aix[44]. Le site est recensé à l'Inventaire général du patrimoine culturel[45].

### Héraldique
| Blason de Saint-Martin-de-la-Brasque | Les armes peuvent se blasonner ainsi : Coupé d'azur et d'argent, à Saint Martin sur son cheval coupant son manteau pour en donner une moitié à un pauvre assis entre les jambes du cheval et tendant la dextre, le tout brochant de l'un en l'autre. |